# Lygodactylus blancae
Lygodactylus blancae este o specie de șopârle din genul Lygodactylus, familia Gekkonidae, descrisă de Pasteur 1995. A fost clasificată de IUCN ca specie cu risc scăzut. Conform Catalogue of Life specia Lygodactylus blancae nu are subspecii cunoscute.